# Wasilij Mołodcow
Wasilij Aleksandrowicz Mołodcow (ur. 1 stycznia?/13 stycznia 1886 w Tentiukowie, zm. 31 sierpnia 1940 w Syktywkarze) – rosyjski nauczyciel, językoznawca, działacz kulturowy i społeczny.

## Życiorys
Wasilij Aleksandrowicz Mołodcow urodził się 13 stycznia 1886 r. w Tentiukowie, wsi na terenie Guberni wołogodzkiej w Imperium Rosyjskim. W 1907 r. ukończył seminarium nauczycielskie w Tot´mie. Podejmował pracę nauczyciela w różnych wiejskich szkołach, z przerwą na lata 1908–1909 i 1911–1914, kiedy to kształcił się w Petersburgu. Po odbyciu służby wojskowej, w 1914 r. został zatrudniony w szkole we wsi Noszul. W tym czasie podjął prace związane ze stworzeniem nowego alfabetu dla języka komi. 
W maju i czerwcu 1918 r. w Syktywkarze odbyło się spotkanie nauczycieli, na którym wystąpił Mołodcow i zapoznał uczestników ze swoim projektem alfabetu dla języka komi. W sierpniu tego samego roku na spotkaniu nauczycieli w Ust'-Wymie jego alfabet został oficjalnie wprowadzony do użytku. Wkrótce Mołodcow wydał pierwszy elementarz w języku komi.
W 1919 r. Mołodcow wyjechał z Republiki Komi, aby kształcić się i pracować w różnych instytutach pedagogicznych na terenie imperium. W 1938 r. w ramach Wielkiego terroru został aresztowany pod zarzutem szowinizmu i osadzony w obozie pracy, w którym zmarł 31 sierpnia 1940 r..